# José Sánchez Guerra y Martínez
José Sánchez Guerra y Martínez (castellà: José Sánchez-Guerra Martínez)  (Còrdova, 28 de juny de 1859 - Madrid, 26 de gener de 1935) va ser un polític espanyol, que va arribar a ésser President del Govern en 1922.

## Biografia
Advocat i periodista, va dirigir La lberia (1885), Revista de España (1888) i El Español (1898). A les eleccions generals espanyoles de 1886 comença la seva carrera política obtenint una acta de diputat per Cabra (Còrdova) pel Partit Liberal que liderava Sagasta, encara que més endavant, juntament amb Antoni Maura va passar al Partit Conservador. Entre 1903 i 1904 fou Ministre de la Governació. El 1908, no obstant això, Maura va preferir a Juan de la Cierva per a aquest càrrec, pel que Sánchez Guerra va passar a ocupar la cartera de Foment. També fou governador del Banc d'Espanya entre juliol i desembre de 1903 i entre gener de 1907 i setembre de 1908.
Durant les diverses crisis que van afectar el Partit Conservador, Sánchez Guerra va tractar de mantenir-se al marge, encara que va tornar a acceptar encarregar-se del Ministeri de Governació en 1913-15 i 1917, en els governs presidits per Eduardo Dato. A la mort d'aquest se succeïren diversos governs conservadors, un dels quals presideix (entre març i desembre de 1922), José Sánchez Guerra. En aquest govern s'agrupaven mauristes, conservadors i membres de la Lliga Catalana. Va tractar d'acabar amb el pistolerisme patronal a Barcelona amb la destitució del governador civil, Severiano Martínez Anido responsable de la tolerància cap a aquests pistolers i repressor dels grups anarquistes barcelonins. L'assassinat de Dato havia donat ales a Martínez Anido, que s'havia convertit en un dels principals obstacles per a la recuperació de la pau social. Però la discussió de l'expedient Picasso que informava sobre el Desastre d'Annual va precipitar la seva caiguda.
Amb la instauració de la dictadura de Miguel Primo de Rivera, Sánchez Guerra va passar a l'oposició. Crític primer, va acabar exiliant-se a França en 1927. Va tornar a Espanya i el 29 de gener de 1929 va encapçalar a València una conspiració militar contra el dictador, que va resultar un rotund fracàs. Es va negar a fugir, i fou detingut, però els tribunals el van absoldre al novembre. La seva ferma postura a favor de la constitució va ser un dels factors que va contribuir al desprestigi de la dictadura i de la monarquia, còmplice d'aquella. A pesar de la seva postura crítica cap a la postura d'Alfons XIII, després de la caiguda del govern de Dámaso Berenguer, va acceptar l'encàrrec del rei i va tractar de pactar amb els membres del Comitè Republicà que estaven detinguts a la Presó Model. Encara que va sortir elegit diputat per Madrid dintre del grup conservador de "suport a la República" a les eleccions a Corts Constituents el 28 de juny de 1931, la seva delicada salut el va obligar a abandonar la política.